# Trollheim's Grott
Trollheim's Grott är ett industrial black metal-band från Finland. Bandet grundades år 1997 i Kuopio.

## Medlemmar
Nuvarande medlemmar
- Spellgoth (Tuomas Rytkönen aka sg.7) – sång, gitarr (1997– ), basgitarr (1997–1998), keyboard (1999– )
- TrollN (Lauri Rytkönen aka T. Nattefrost/Kassara/LRH) – trummor (1997– ), gitarr (2018– )
- TG (Tuomas Granlund) – basgitarr (2018– )

Tidigare medlemmar
- Trist – gitarr (?–2004)
- Ruho (Aleksi Munter) – keyboard
- A. Hellwitch – keyboard (1998–2000)
- Goreblast – basgitarr, gitarr (1998–2001)
- H.G.G. Void – keyboard (2000–2001; död 2001)
- Trolldröm – basgitarr (2001–2002)
- Nuklear Korpse – basgitarr (2002–2004), gitarr (2004–?)
- Bobby Undertaker (Miika Närhi) – gitarr (2004–?)
- Assault Wülf (Juha Harju) – basgitarr (2004–?)

Turnerande medlemmar
- PH (Pyry Hanski) – basgitarr (2018– )
- JH – sologitarr (2018– )

## Diskografi
Demo
- 1998 – Demo 1998
- 1999 – Chapter I: Silent Is Dead
- 1999 – Promo '99
- 2000 – Kalt, trist, sorg och död

Studioalbum
- 2001 – Bizarre Troll Technology
- 2003 – Bloodsoaked and Ill-Fated
- 2018 – Aligned with the True Death

Livealbum
- 1999 – Live 1999